# Джузепе Роси
Джузепе Роси (Giuseppe Rossi) е нападател, играл за националния отбор на Италия. Роден е в САЩ и има двойно гражданство. От 2000 до 2004 е юноша на Парма. На 17-годишна възраст преминава в Манчестър Юнайтед, като две години бива даван под наем, съответно в Нюкасъл Юнайтед през 2005/06 и в Парма през 2006/07.
На 31 юли 2007 г. преминава във Виляреал за 6,6 милиона паунда. Отбелязва първия си гол за Виляреал в дебюта си срещу Валенсия. Състезава се и за италианския националния отбор. През 2013 г. преминава в отбора на Фиорентина.